# 保守派 (ユダヤ教)
保守派ユダヤ教（ほしゅはユダヤきょう、英語: Conservative Judaism）は、20世紀、1900年代のアメリカ合衆国において誕生したユダヤ教の流れのことで、正統派と改革派の中間的な立場にある。
広尾のシナゴーグのラビであるリボーは保守派であったため、東京のシナゴーグは保守派的ということになる。

## 伝統派
伝統派（מָסָרתִּי māsortī, mosorti, マーソルティー）とはドイツ系の、改革派（アーブラハム・ガイガー）にも正統派（ザムゾン・ラーファエル・ヒルシュ）にも属さないユダヤ教徒で、アメリカで誕生した保守派とは区別される。
ハインリヒ・グレーツの求めたヤハドゥートに端を発し、現在主流となっている。
ルイス・ジェイコブズ（英語: Louis Jacobs）によってイギリスに移植された。

## 重要な人物
- エリオット・ドーフ（英語版） - ユダヤ教大学（英語版）の哲学博士、神学者で、Committee on Jewish Law and Standards
- ルイス・フィンケルスタイン　Louis Finkelstein - タルムード学者
- ツェハリアス・フランケル　Zecharias Frankel - プラハ出身のラビ、positive-historical Judaism の創始者
- ニール・ギルマン　Neil Gillman - 神学者で、JTSの哲学博士
- ルイス・ギンズバーグ　Louis Ginzberg - タルムード学者で、ポーセーク（ハラーハーのエキスパート）、Committee on Jewish Law and Standards の初期のメンバー
- ロバート・ゴーディス　Robert Gordis - ラビ・神学者・教育家
- ジュディス・ハウプトマン　Judith Hauptman - JTSのタルムード学者
- ジュールズ・ハーロウ　Jules Harlow - 保守派運動の主要な典礼学者
- アブラハム・ヨシュア・ヘシェル　Abraham Joshua Heschel、ポーランドのアプテ派（ハシディズム）出身のラビ、神学者、社会活動家
- ルイス・ジェイコブズ　Louis Jacobs - イギリスのラビ。イギリスにおけるマーソルティーの創設者
- アイザック・クライン　Isaac Klein - ラビ、ハラーハーの専門家、Committee on Jewish Law and Standards の初期のメンバー
- ソール・リーバーマン　Saul Lieberman - JTSのタルムード学者
- ジョエル・ロス　Joel Roth JTSのタルムード学者、en:Committee on Jewish Law and Standardsのメンバー
- ソロモン・シェクター（シェヒター）　Solomon Schechter - ルーマニア出身のラビ、保守派の性格付けに貢献。研究者、JTSの初期の指導者、保守派ユダヤ教シナゴーグ連合 United Synagogue of Conservative Judaism
- マシルド・ロス・シェクター　Mathilde Roth Schechter - 保守派ユダヤ教女性連合 Women's League of Conservative Judaism とハダサー Hadassah の創設者
- イスマー・ショーシュ　Ismar Schorsch - ユダヤ教神学院 Jewish Theological Seminary of America の学長
- ゴードン・タッカー　Gordon Tucker - ユダヤ教神学院のかつての学部長、非常勤のメンバー、Committee on Jewish Law and Standardsのメンバー、Temple Israel Center in White Plains, NY の Senior Rabbi

その他の保守派ラビ：アーサー・ハーツバーグ

### 伝統的な平等主義ユダヤ教
- Beyond Dogma, Jerusalem Post Magazine
- Can anyone save Conservative Judaism from itself? The Jewish Journal of Greater Los Angeles

### 保守派ユダヤ人のハラハーの実行
- Conservative Leader Takes Heat for Standards Stance, Forward, March 2002
- Eight Up: The College Years, Survey of Conservative Jewish youth from middle school to college. Ariela Keysar and Barry Kosmin
- Encouraging Trends Among Conservative Synagogue Members, Alan Silverstein, USCJ